# Wikingerhaus von Haithabu im Moesgaard Museum
Das Wikingerhaus von Haithabu im Moesgaard Museum war ein rekonstruiertes Wohnhaus, das nach einem historischen Vorbild aus Haithabu im Freigelände des Moesgaard Museums in Dänemark gebaut wurde. Gemäß den Ergebnissen der Ausgrabungen auf dem Gelände von Haithabu wurde es maßstabsgetreu gebaut.
Der Nachbau existiert heute nicht mehr.